# Акула-нянька атлантична
Акула-нянька атлантична (Ginglymostoma cirratum) — вид роду акула-нянька родини акули-няньки.

## Опис
Досягає довжини 4,2 м, але звичайні розміри не перевищують 2,5-3 м при вазі 150—170 кг, максимально — 330 кг. Голова широка, дещо сплощена. На нижній щелепі є 2 довгих вусики. П'ять зябрових щілин знаходяться досить близько одна від одної. тулуб кремезний з 2 спинними плавцями округлої форми. Однотонно забарвленна у жовтувато-коричневий колір. У молодих особин по тілу розсіяні дрібні темні плями.

## Спосіб життя
Тримається зазвичай біля берега, часто на глибині, що не перевищує 0,6-5 м. Особини цього виду зустрічаються біля коралових рифів та в протоках, що перетинають мангрові болота. Утворює групи до 40 особин. Спостерігаються на мілинах, на піщаному і кам'янистому ґрунтах, де акули подовгу лежать без руху, збившись у тісну купу, в таких неглибоких місцях, що спинні плавці висовуються з води. На рідкість повільна і малоактивна акула. Полює на здобич уночі. Живиться восьминогами, крабами, креветками, морськими їжаками, а також дрібною рибою. Доволі територіальна, може знаходиться на одному місці протягом 4 років.
Під час парування самець зубами утримує самицю за край грудного плавця. Цей вид належить до числа яйцеживородних: самиця виношує 26 — 28 ембріонів. Акуленята при народженні мають 27 см завдовжки.
Абсолютно безпечна для людини і купання в водах, які кишать ними, не призводить до якихось інцидентів. Має невелике промислове значення. На островах Карибського моря її м'ясо подекуди вживають в їжу. Відомим попитом користується також шкура.

## Розповсюдження
Мешкає біля берегів Америки від Флориди до Бразилії, в Карибському морі, а також біля узбережжя західної Африки (від Сенегалу до Габону).